# Geur

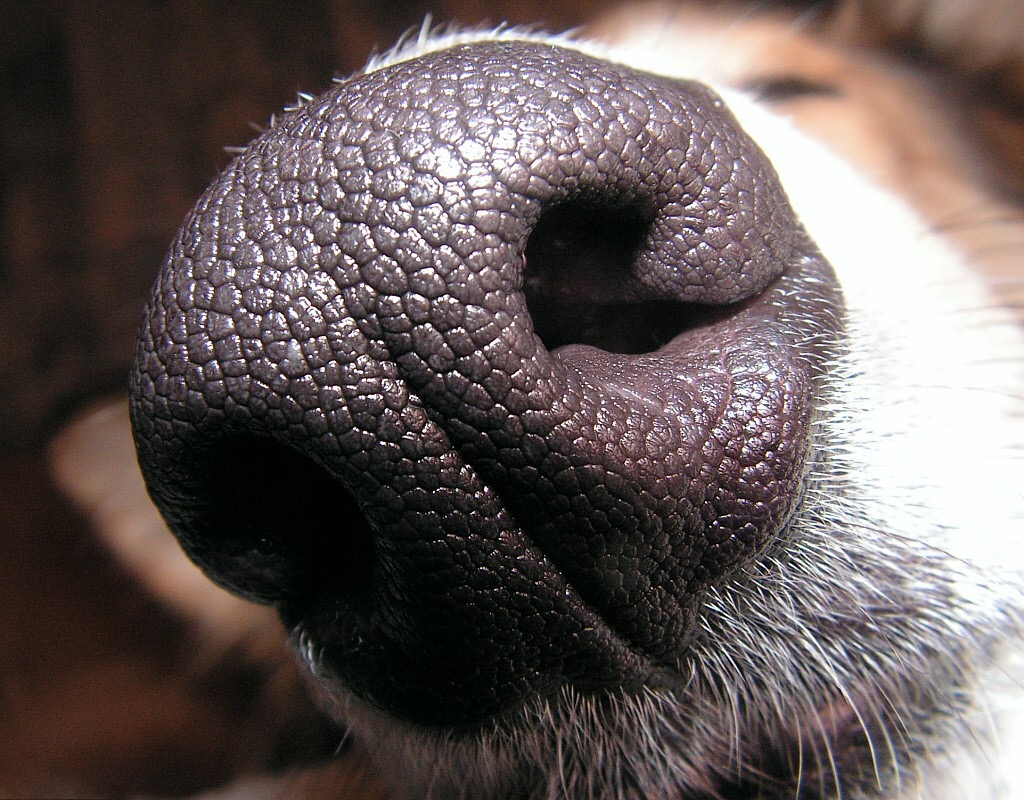
Honden kunnen zeer goed geuren onderscheiden.

Geur wordt veroorzaakt door de inwerking op het reukorgaan in de neus door aerosolen of gassen, kleine moleculaire deeltjes die verdampen uit een stof. Mensen en dieren beoordelen geuren met hun reukvermogen en dieren kunnen bijvoorbeeld voedsel en gevaren detecteren, maar ook dode dieren kunnen zij waarnemen zonder dat deze te zien zijn. Een geur die als onaangenaam wordt ervaren, wordt aangeduid als stank.
30.000.000 reukcellen, de receptoren, stellen elk mens in staat ongeveer 10.000 geuren te onderscheiden. Daarmee is de reuk het meest gevoelige van alle zintuigen van de mens. Het is het enige zintuig dat direct met het emotionele brein in werking staat en dus niet te manipuleren is. 
Niet alleen mensen en dieren, maar ook planten maken gebruik van geur; meestal om insecten naar de bloemen te lokken, maar ook voor andere doeleinden. Sommige grassen verspreiden een bepaalde geur, zoals o.a. cumarine, als ze worden opgegeten door insecten. Op deze geur komen vogels af, waardoor de kans groter wordt dat de knagende insecten worden opgegeten. Lijkengeur werkt afstotend op de meeste dieren maar trekt aaseters aan. Deze geur wordt door de stinkzwam als mimicry gebruikt om bromvliegen te misleiden. De bromvliegen worden door de stinkzwam gebruikt voor de verspreiding van haar sporen.
Dieren en planten geven ook op een andere manier boodschappen door via stoffen in de lucht, namelijk door middel van feromonen.
Geur is gekoppeld met ons retroscentisch geheugen. Daarom kunnen we bepaalde emoties voelen als we alleen maar een geur ruiken. Geur is zodoende een element dat herinneringen oproept. Marketeers maken gebruik van deze emoties door een bepaalde geur aan een product of aan een omgeving te koppelen. Zaken die voedsel bereiden om te verkopen produceren naast de hierdoor ontstane geur soms ook kunstmatig extra geur. Soms wordt deze geurreclame door de gemeente verboden, bijvoorbeeld als het gaat om het extra bevorderen van de consumptie van ongezond voedsel.